# 因他拉披他
昭華·公摩坤·因他拉披他（？—1782年），原名最（จุ้ย），是暹羅（泰國）吞武里王朝的一位王子。越南史料《河仙鎮協鎮鄚氏家譜》稱其為六書。
他是鄭昭和巴博里乍的兒子，被鄭昭任命為二王，成為鄭昭的繼承人。他具有一定軍事才能。
1780年，柬埔寨攝政召華塔拉哈 (穆)（ចៅហ្វ៊ាមូ）叛變，轉為支持越南人。鄭昭決定吞併柬埔寨，派昭披耶·扎克里（後來的拉瑪一世）和昭披耶·索拉西率暹羅軍隊二萬人前往柬埔寨，想要立因他拉披他為柬埔寨國王。:263–264越南人也派兵支持達拉哈。
據西方傳教士的記載，鄭昭晚年有精神疾病，性格變得反復無常。鄭昭將身邊的人投入監獄並折磨他們。作為王位繼承人的因他拉披他也不能倖免。
1782年，暹羅發生政變，鄭昭被披耶·訕推翻並監禁。昭披耶·扎克里與越南達成和解。隨後昭披耶·扎克里迅速回軍吞武里，平定叛亂並將鄭昭處決。
在得知鄭昭被處決後，因他拉披他率兵向暹羅進軍，想要奪取王位。然而很少人支持他。半路上，他的許多士兵倒戈，因他拉披他被迫投降。他被昭披耶·索拉西逮捕，送回吞武里處決。